# Sétimo Acindino (prefeito urbano)
Sétimo Acindino (em latim: Septimius Acindynus) foi um oficial romano do século III, ativo no reinado dos imperadores Diocleciano (r. 284–305), Maximiano, Galério (r. 293–311) e Constâncio Cloro (r. 293–306). Talvez era pai de Sétimo Acindino, cônsul em 340. Segundo o Cronógrafo de 354, era prefeito urbano de Roma entre 13 de março de 293 e 11 de janeiro de 295.